# Casket Garden
Casket Garden è un EP del gruppo musicale svedese Dismember, pubblicato nel 1995.

## Tracce
1. Casket Garden – 3:36
2. Wardead – 2:27
3. Justifiable Homicide – 3:18

## Formazione
- Matti Kärki - voce
- Fred Estby - batteria
- David Blomqvist - chitarra
- Richard Cabeza - basso
- Robert Sennebäck - chitarra